# Драфт НБА 1977
Драфт НБА 1977 року відбувся 10 червня. 22 команди Національної баскетбольної асоціації (НБА) по черзі вибирали найкращих випускників коледжів, а також інших кандидатів, офіційно зареєстрованих для участі в драфті, зокрема іноземців. Перші два права вибору належали командам, які посіли останні місця у своїх конференціях, а їхній порядок визначало підкидання монети. Мілвокі Бакс виграли підкидання монети і отримали перший загальний драфт-пік, а Канзас-Сіті Кінґс, які в результаті обміну отримали драфт-пік першого раунду від Нью-Йорк Нетс, - другий. Решту драфт-піків першого раунду команди дістали у зворотньому порядку до їхнього співвідношення перемог до поразок у сезоні 1976–1977. Гравець, який завершував четвертий рік у коледжі отримував право на участь у драфті. Перед драфтом шістьох гравців, які завершили менш як чотири роки навчання, оголосили такими, що можуть бути вибрані на драфті за правилом "hardship". Ці гравці подали заяви і надали докази свого важкого фінансового становища, що дало їм право заробляти собі гроші, розпочавши професійну кар'єру раніше. Чотири франшизи колишньої Американської баскетбольної асоціації (АБА), які приєдналися до НБА під час злиття цих двох ліг, Денвер Наггетс, Індіана Пейсерз,Нью-Йорк Нетс і Сан-Антоніо Сперс, вперше взяли участь у драфті НБА. Напередодні сезону Нетс переїхали до Нью-Джерсі і стали Нью-Дже́рсі Нетс. Драфт складався з 8-ми раундів, на яких вибирали 170 гравців.

## Нотатки щодо виборів на драфті і кар'єр деяких гравців
Мілвокі Бакс під першим загальним номером вибрали Кента Бенсона з Університету Індіани. Фінікс Санз під п'ятим загальним номером вибрали Волтер Девіс з Університету Північної Кароліни. У свій перший сезон він виграв звання новачка року. Крім того, того року його вибрали і до Збірної всіх зірок і на Матч усіх зірок. Загалом він зібрав шість потраплянь до Збірної всіх зірок і два - на Матч усіх зірок. Троє інших гравців з цього драфту також потрапляли і до Збірної всіх зірок і на Матч всіх зірок: другий номер Отіс Бердсонг, третій номер Маркес Джонсон і сьомий номер Бернард Кінг. Бердсонг - до чотирьох збірних і на одну гру; Джонсон - до п'яти збірних і на три гри;, а Кінг - до чотирьох збірних і на чотири гри. Джек Сікма, восьмий номер вибору, став чемпіоном НБА в складі Сіетл Суперсонікс у сезоні 1978–1979 і його вибирали на сім Матчів усіх зірок підряд. Решта гравців, яких вибрали на гру всіх зірок: 16-й вибір Рікі Грін,  22-й вибір Норм Ніксон і 39-й вибір Едді Джонсон.

## Драфт
| Поз.    | G        | F       | C         |
| Позиція | Захисник | Форвард | Центровий |

| * | Позначає гравців, які взяли участь принаймні в одній грі матчу всіх зірок НБА і потрапили до Збірної всіх зірок НБА |
| + | Позначає гравців, які взяли участь принаймні в одній грі матчу всіх зірок НБА                                       |
| # | Позначає гравців, які жодного разу не грали в регулярному сезоні НБА або плей-оф                                    |

| Раунд | Вибір | Гравець          | Поз. | Громадянство      | Команда НБА                                              | Коледж/Клуб              |
| ----- | ----- | ---------------- | ---- | ----------------- | -------------------------------------------------------- | ------------------------ |
| 1     | 1     | Кент Бенсон      | C    | США               | Мілвокі Бакс                                             | Індіана (Ср.)            |
| 1     | 2     | Отіс Бердсонг*   | G    | США               | Канзас-Сіті Кінґс (від Н-Й Нетс)[a]                      | Х'юстон (Ср.)            |
| 1     | 3     | Маркес Джонсон*  | G/F  | США               | Мілвокі Бакс (від Buffalo)[b]                            | УКЛА (Ср.)               |
| 1     | 4     | Грег Баллард     | F    | США               | Вашингтон Буллетс (від Атланта)[c]                       | Орегон (Ср.)             |
| 1     | 5     | Волтер Девіс*    | G/F  | США               | Фінікс Санз                                              | Північна Кароліна (Ср.)  |
| 1     | 6     | Кенні Карр       | F    | США               | Лос-Анджелес Лейкерс (від Нью-Орлінс)[d]                 | НК Стейт (Дж.)           |
| 1     | 7     | Бернард Кінг^    | F    | США               | Нью-Йорк Нетс (від Індіана)[e]                           | Теннессі (Дж.)           |
| 1     | 8     | Джек Сікма+      | F/C  | США               | Сіетл Суперсонікс                                        | Illinois Wesleyan (Ср.)  |
| 1     | 9     | Том Лагарде      | F/C  | США               | Денвер Наггетс (від Канзас-Сіті)[f]                      | Північна Кароліна (Ср.)  |
| 1     | 10    | Рей Вільямс      | G    | США               | Нью-Йорк Нікс                                            | Міннесота (Ср.)          |
| 1     | 11    | Ерні Гранфелд    | G/F  | Румунія · США1[›] | Мілвокі Бакс (від Клівленд)[g]                           | Теннессі (Ср.)           |
| 1     | 12    | Седрік Маквселл  | F    | США               | Бостон Селтікс                                           | ЮНК Шарлотт (Ср.)        |
| 1     | 13    | Тейт Армстронг   | G    | США               | Чикаго Буллз[b]                                          | Дьюк (Ср.)               |
| 1     | 14    | Трі Роллінс      | C    | США               | Атланта Гокс (від Детройт через Вашингтон)[c]            | Клемсон (Ср.)            |
| 1     | 15    | Бред Девіс       | G    | США               | Лос-Анджелес Лейкерс (від Сан-Антоніо)[h]                | Меріленд (Дж.)           |
| 1     | 16    | Рікі Грін+       | G    | США               | Голден-Стейт Ворріорс                                    | Мічиган (Ср.)            |
| 1     | 17    | Бо Елліс         | F    | США               | Вашингтон Буллетс                                        | Маркетт (Ср.)            |
| 1     | 18    | Веслі Кокс       | F    | США               | Голден-Стейт Ворріорс (від Х'юстон через Баффало)[i]     | Луїсвілл (Ср.)           |
| 1     | 19    | Річ Лорел        | G    | США               | Портленд Трейл-Блейзерс                                  | Гофстра (Ср.)            |
| 1     | 20    | Гленн Мослі      | F    | США               | Філадельфія Севенті-Сіксерс                              | Сетон Голл (Ср.)         |
| 1     | 21    | Ентоні Робертс   | G/F  | США               | Денвер Наггетс                                           | Орал Робертс (Ср.)       |
| 1     | 22    | Норм Ніксон+     | G    | США               | Лос-Анджелес Лейкерс                                     | Дюкейн(Ср.)              |
| 2     | 23    | Майк Гленн       | G    | США               | Чикаго Буллз (від Н-Й Нетс)[j]                           | Південний Іллінойс (Ср.) |
| 2     | 24    | Ларрі Джонсон    | G    | США               | Баффало Брейвз[b]                                        | Кентуккі (Ср.)           |
| 2     | 25    | Вілсон Вашингтон | F/C  | США               | Філадельфія Севенті-Сіксерс (від Мілвокі)[k]             | Олд Домініон (Ср.)       |
| 2     | 26    | Глен Гондрезік   | G/F  | США               | Нью-Йорк Нікс (від Атланта)[l]                           | УНВЛ (Ср.)               |
| 2     | 27    | Гленн Вільямс#   | G    | США               | Мілвокі Бакс (від Фінікс через Баффало)[m]               | Сент Джонс (Ср.)         |
| 2     | 28    | Кім Андерсон     | F    | США               | Портленд Трейл-Блейзерс (від Нью-Орлінс)[n]              | Міссурі (Ср.)            |
| 2     | 29    | Алонзо Бредлі    | F    | США               | Індіана Пейсерз                                          | Texas Southern (Ср.)     |
| 2     | 30    | Стів Шеппард     | F    | США               | Чикаго Буллз (від Сіетл через Денвер and Канзас-Сіті)[f] | Меріленд (Ср.)           |
| 2     | 31    | Едді Оуенс       | F    | США               | Канзас-Сіті Кінґс                                        | УНВЛ (Ср.)               |
| 2     | 32    | Тобі Найт        | F    | США               | Нью-Йорк Нікс                                            | Нотр-Дам (Ср.)           |
| 2     | 33    | Едді Джордан     | G    | США               | Клівленд Кавальєрс                                       | Ратгерс (Ср.)            |
| 2     | 34    | Ларі Моффетт     | F    | США               | Х'юстон Рокетс (від Бостон)[o]                           | УНВЛ (Ср.)               |
| 2     | 35    | Марк Лендсбергер | F/C  | США               | Чикаго Буллз                                             | Аризона Стейт (Ср.)      |
| 2     | 36    | Бен Покетт       | F/C  | США               | Детройт Пістонс                                          | Central Michigan (Ср.)   |
| 2     | 37    | Джефф Вілкінс    | F/C  | США               | Сан-Антоніо Сперс                                        | Іллінойс Стейт (Ср.)     |
| 2     | 38    | Рікі Лав#        | F    | США               | Голден-Стейт Ворріорс                                    | Алабама-Гантсвілл (Ср.)  |
| 2     | 39    | Філ Вокер        | G    | США               | Вашингтон Буллетс                                        | Millersville (Ср.)       |
| 2     | 40    | Роберт Рід       | G/F  | США               | Х'юстон Рокетс                                           | Святої Марії (Ср.)       |
| 2     | 41    | Ті Ар Данн       | G/F  | США               | Портленд Трейл-Блейзерс                                  | Алабама (Ср.)            |
| 2     | 42    | Боб Елліотт      | F/C  | США               | Філадельфія Севенті-Сіксерс                              | Аризона (Ср.)            |
| 2     | 43    | Герм Гарріс#     | F    | США               | Філадельфія Севенті-Сіксерс (від Денвер)[p]              | Аризона (Ср.)            |
| 2     | 44    | Ессі Голліс      | F    | США               | Нью-Орлінс (від Лос-Анджелес)[d]                         | Сейнт-Бонавенче (Ср.)    |

## Інші вибори

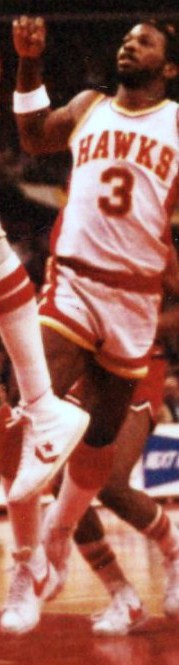
Атланта Гокс вибрали Едді Джонсона під 49-м номером.

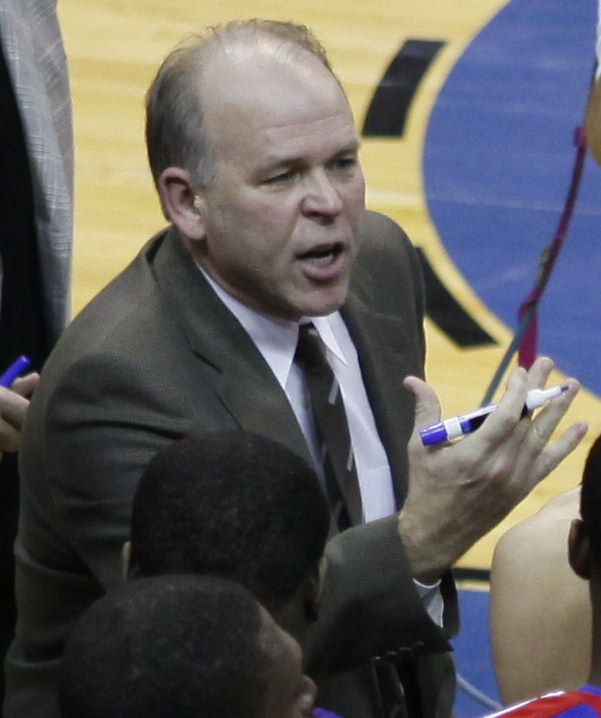
Канзас-Сіті Кінґс вибрали Джона К'юстера під 53-м номером.

Цих гравців на драфті НБА 1985 вибрали після другого раунду, але вони зіграли в НБА принаймні одну гру.
| Раунд | Вибір | Гравець          | Поз. | Громадянство     | Команда НБА                           | Коледж/Клуб             |
| ----- | ----- | ---------------- | ---- | ---------------- | ------------------------------------- | ----------------------- |
| 3     | 46    | Джеймс Едвардс   | F/C  | США              | Лос-Анджелес Лейкерс (від Баффало)[q] | Вашингтон (Ср.)         |
| 3     | 48    | Сем Сміт         | G    | США              | Атланта Гокс                          | УНВЛ (Ср.)              |
| 3     | 49    | Едді Джонсон+    | G    | США              | Атланта Гокс (від Фінікс)[r]          | Оберн (Ср.)             |
| 3     | 52    | Джо Гассетт      | G    | США              | Сіетл Суперсонікс                     | Провіденс (Ср.)         |
| 3     | 53    | Джон К'юстер     | G    | США              | Канзас-Сіті Кінґс                     | Північна Кароліна (Ср.) |
| 3     | 60    | Марлон Редмонд   | G    | США              | Голден-Стейт Ворріорс                 | Сан-Франциско (Ср.)     |
| 3     | 62    | Філ Бонд         | G    | США              | Х'юстон Рокетс                        | Луїсвілл (Ср.)          |
| 3     | 65    | Роберт Сміт      | G    | США              | Денвер Наггетс                        | УНВЛ (Ср.)              |
| 3     | 66    | Майк Бретц       | G    | США              | Фінікс Санз (від Лос-Анджелес)[s]     | Стенфорд (Ср.)          |
| 4     | 69    | Льюїс Браун      | C    | США              | Мілвокі Бакс                          | УНВЛ (Ср.)              |
| 4     | 71    | Грег Гріффін     | F    | США              | Фінікс Санз                           | Айдахо Стейт (Ср.)      |
| 4     | 72    | Денніс Бойд      | G    | США              | Нью-Орлінс Джаз                       | Детройт (Ср.)           |
| 4     | 76    | Стів Гейс        | C    | США              | Нью-Йорк Нікс                         | Айдахо Стейт (Ср.)      |
| 4     | 88    | Тоні Робертсон   | G    | США              | Лос-Анджелес Лейкерс                  | Вест Вірджинія (Ср.)    |
| 5     | 103   | Скотт Сімс       | G    | США              | Сан-Антоніо Сперс                     | Міссурі (Ср.)           |
| 5     | 104   | Рей Еппс         | F    | США              | Голден-Стейт Ворріорс                 | Норфолк Стейт (Дж.)     |
| 6     | 111   | Марк Кроу        | F    | США              | New York Nets                         | Дьюк (Ср.)              |
| 6     | 115   | Біллі Маккінні   | G    | США              | Фінікс Санз                           | Нортвестерн (Ср.)       |
| 6     | 117   | Том Шеффлер      | C    | США              | Індіана Пейсерз                       | Пердью (Ср.)            |
| 7     | 136   | Елвін Скотт      | G/F  | США              | Фінікс Санз                           | Орал Робертс (Ср.)      |
| 7     | 151   | Ларс Гансен      | C    | Данія Канада2[›] | Лос-Анджелес Лейкерс                  | Вашингтон (Ср.)         |
| 8     | 152   | Ральф Дроллінгер | C    | США              | New York Nets                         | УКЛА (Ср.)              |
| 8     | 165   | Рікі Марш        | G    | США              | Голден-Стейт Ворріорс                 | Манхеттен (Ср.)         |
| 8     | 168   | Джон Олів        | F    | США              | Філадельфія Севенті-Сіксерс           | Вілланова (Ср.)         |

## Обміни
- a  10 вересня 1976, Канзас-Сіті Кінґс придбали Джима Ікінса, Браяна Тейлора, драфт-піки першого раунду 1977 і 1978 років від Нью-Йорк Нетс в обмін на Нейта Арчібальда.[14] Кінґс використали цей драфт-пік, щоб вибрати Отіса Бердсонга.
- b 1 2 3  У день драфту Чикаго Буллз придбав назад свій драфт-пік першого раунду від Баффало-Брейвз, а Брейвз придбав назад свій драфт-пік другого раунду від Буллз.[15] Перед тим Брейвз придбали Свена Нейтера і драфт-пік Буллз 7 червня 1977, від Мілвокі Бакс в обмін на драфт-пік Брейвз у першому раунді.[16] Перед тим Бакс придбали драфт-пік Буллз 2 листопада 1976, від Брейвз в обмін на Джима Прайса.[17] Перед тим Брейвз придбали драфт-пік Буллз 27 листопада 1975, від Буллз в обмін на Джека Маріна.[18] Перед тим Буллз придбали Метта Гуокаса, цей драфт-пік Брейвз і драфт-пік другого раунду 4 вересня 1974, від Брейвз в обмін на Боба Вайсса.[19] Бакс використали драфт-пік Брейвз у першому раунді, щоб вибрати Маркеса Джонсона.
- c 1 2  20 січня 1977, Вашингтон Буллетс придбали Тома Гендерсона і драфт-пік першого раунду від Атланта Гокс в обмін на Трака Робінсона і драфт-пік першого раунду.[20] Перед тим Буллетс придбали Дейва Бінга і драфт-пік 28 серпня 1975, від Детройт Пістонс в обмін на Кевіна Портера.[21] Буллетс використали цей драфт-пік, щоб вибрати Грега Балларда. Гокс використали цей драфт-пік, щоб вибрати Трі Роллінса.
- d 1 2  5 серпня 1976, Лос-Анджелес Лейкерс придбав драфт-піки першого раунду 1977, 1978 і 1979 років, а також драфт-пік другого раунду 1980 року від Нью-Орлінс Джаз в обмін на драфт-пік першого раунду 1978 року і драфт-пік другого раунду 1977 року. Обмін оформлено як компенсацію, коли Джаз підписали Гейла Гудріча 19 липня 1976.[22] Лейкерс використали цей драфт-пік, щоб вибрати Кенні Карра. Джаз використали цей драфт-пік, щоб вибрати Ессі Голліса.
- e  1 лютого 1977, Нью-Йорк Нетс придбали Дарнелла Гіллмена і драфт-пік першого раунду від Індіана Пейсерз в обмін на Джон Вільямсон.[23] Нетс використали цей драфт-пік, щоб вибрати Бернарда Кінга.
- f 1 2  25 травня 1977, Денвер Наггетс придбав Браяна Тейлора і дев'ятий драфт-пік від Канзас-Сіті Кінґс в обмін на Томмі Берлесона і драфт-пік другого раунду. Перед тим Наггетс придбали Томмі Берлесона, Боба Вілкерсона і цей драфт-пік другого раунду від Сіетл Суперсонікс 24 травня 1977, в обмін на Пола Сіласа, Марвіна Вебстера і Віллі Вайза.[24] Перед тим Чикаго Буллз придбали цей драфт-пік другого раунду і драфт-пік третього раунду 1976 року від Кінґс 8 грудня 1975, в обмін на Метта Гуокаса.[19] Наггетс використали цей драфт-пік, щоб вибрати Тома Лагарде. Буллз використали цей драфт-пік, щоб вибрати Стіва Шеппарда.
- g  13 січня 1977, Мілвокі Бакс придбали Роуленда Гарретта, драфт-піки першого раунду 1977 і 1978 років від Клівленд Кавальєрс в обмін на Елмора Сміта і Гарі Брокоу.[25] Бакс використали цей драфт-пік, щоб вибрати Ерні Гранфелда.
- h  16 листопада 1976, Лос-Анджелес Лейкерс придбали драфт-пік першого раунду від Сан-Антоніо Сперс в обмін на Мака Калвіна.[26] Лейкерс використали цей драфт-пік, щоб вибрати Бреда Девіса.
- i  18 січня 1977, Голден-Стейт Ворріорс придбав драфт-пік першого раунду від Баффало Брейвз в обмін на Джордж Джонсон.[27] Перед тим Брейвз придбали цей драфт-пік і драфт-пік першого раунду 1978 року від Х'юстон Рокетс 24 жовтня 1976, в обмін на Моузеса Мелоуна.[28] Ворріорз використали цей драфт-пік, щоб вибрати Веслі Кокса.
- j  30 листопада 1976, Чикаго Буллз придбали драфт-пік другого раунду від Нью-Йорк Нетс в обмін на Боба Лава.[29] Буллз використали цей драфт-пік, щоб вибрати Майка Гленна.
- k  8 грудня 1976, Філадельфія Севенті-Сіксерс придбав драфт-піки в другому раунді 1977 і 1978 років від Мілвокі Бакс в обмін на Фреда Картера.[30] Севенті Сіксерс використали цей драфт-пік, щоб вибрати Вілсона Вашингтона.
- l  1 жовтня 1976, Нью-Йорк Нікс придбав драфт-пік другого раунду від Атланта Гокс в обмін на Ренді Дентона.[31] Нікс використали цей драфт-пік, щоб вибрати Глена Гондрезіка.
- m  5 серпня 1976, Мілвокі Бакс придбали драфт-пік другого раунду від Баффало Брейвз в обмін на сьомий драфт-пік на драфті розподілення АБА.[32] Перед тим Брейвз придбали драфт-пік Фінікс Санз 25 серпня 1976, в обмін на Тома ван Арсдейла.[33] Бакс використали цей драфт-пік, щоб вибрати Гленна Вільямса.
- n  3 червня 1976, Портленд Трейл-Блейзерс придбав драфт-пік другого раунду 1977 року від Нью-Орлінс Джаз в обмін на драфт-пік другого раунду 1976 року.[34] Блейзерс використали цей драфт-пік, щоб вибрати Кіма Андерсона.
- o  9 червня 1977, Х'юстон Рокетс придбали драфт-піки в другому раунді 1977 і 1978 років від Бостон Селтікс в обмін на Джона Джонсона.[35] Рокетс використали цей драфт-пік, щоб вибрати Ларрі Моффетта.
- p  5 серпня 1976, Філадельфія Севенті-Сіксерс придбали драфт-пік другого раунду від Денвер Наггетс в обмін на Роланда Тейлора.[36] Севенті Сіксерс використали цей драфт-пік, щоб вибрати Герма Гарріса.
- q  5 серпня 1976, Лос-Анджелес Лейкерс придбали драфт-пік третього раунду від Баффало Брейвз в обмін на Джонні Ньюманна.[37] Лейкерс використали цей драфт-пік, щоб вибрати Джеймса Едвардса.
- r  8 жовтня 1973, Атланта Гокс придбали драфт-пік другого раунду 1976 року і драфт-пік третього раунду 1977 року від Фінікс Санз в обмін на Боба Крістіана.[38] Гокс використали цей драфт-пік, щоб вибрати Едді Джонсона.
- s  27 листопада 1974, Фінікс Санз придбали драфт-пік другого раунду 1976 року драфт-пік третього раунду 1977 року від Лос-Анджелес Лейкерс в обмін на Коркі Калгун.[39] Санз використали цей драфт-пік, щоб вибрати Майка Бретца.

## Нотатки
^ 1: Ерні Гранфелд народився в Румунії, але виріс у США і грав за збірну США.

^ 2: Ларс Гансен народився в Данії, але виріс у Канаді й грав за збірну Канади.

^ 3: 2015 року Дженнер змінив своє ім'я через трансгендерний перехід.